# Triplice ritratto di orefice
Il Triplice ritratto di orefice è un dipinto a olio tela (52,1x79,1 cm) di Lorenzo Lotto, databile al 1530 circa e conservato nel Kunsthistorisches Museum di Vienna.

## Storia
L'opera venne in passato attribuita a vari artisti, tra cui Tiziano, finché non ne vennero ricostruite le tracce documentarie, grazie anche alla singolarità del soggetto che permise di riconoscerlo negli antichi inventari. Si scoprì così che la tela era nel 1627 nelle collezioni di Vincenzo II Gonzaga, acquistate poi, nei pezzi più pregiati, da Carlo I d'Inghilterra. Con la morte del sovrano inglese le sue raccolte vennero messe all'asta e il triplice ritratto fu acquistato da Filippo IV di Spagna, finendo poi per via ereditaria nelle raccolte imperiali austriache, venendo registrato a Vienna almeno dal 1733. 

## Descrizione e stile
Su uno sfondo neutro, composto da una parete grigia e una tenda verde scostata, lo stesso soggetto, inquadrato a mezzobusto, è ritratto in tre pose: di profilo, frontale e di tre quarti ruotato all'indietro, secondo un'iconografia già esistente nell'arte medievale che veniva usata per dimostrare il virtuosismo dell'artista e, in questo caso, le possibilità della pittura di offrire molteplici vedute all'interno del dibattito sul "paragone delle arti". Pare che anche Leonardo avesse eseguito un triplice ritratto perduto, di Cesare Borgia.
L'uomo è vestito sobriamente di scuro e porta alla mano sinistra un anello. Nel ritratto centrale tiene in mano anche un piccolo oggetto, scarsamente leggibile prima del restauro, che era stato interpretato come un gioco del lotto, allusivo quindi al nome del pittore che avrebbe qualificato un autoritratto. Dopo la mostra del 1953 e il restauro si scoprì invece che la scatolina altro non è che una custodia per anelli, riferibile quindi all'attività di un orefice che negli studi successivi hanno poi collegato l'uomo ritratto con l'orefice Bartolomeo Carpan, citato nel Libro di spese diverse del Lotto a partire dal 1538 e legato a lui da amicizia: si tratta di un'ipotesi di identificazione suggestiva ma non surrogata da altri documenti. Se fosse vera, anche la forma del triplice ritratto, con i "tre visi", potrebbe essere un calembour per trovare il nome della sua città d'origine, "Treviso". Nel 1509-1510 Lorenzo Lotto aveva realizzato il Ritratto di gioielliere conservato nel Getty Museum raffigurante un soggetto con in mano una scatola di anelli.